# Pietà (Michel-Ange)
La Pietà (prononcé : [pjeˈta]) est un groupe en marbre de Michel-Ange de la basilique Saint-Pierre du Vatican à Rome, représentant le thème biblique de la « Vierge Marie douloureuse » (Mater dolorosa en latin ou Pietà), tenant sur ses genoux le corps du Christ descendu de la Croix avant sa Mise au tombeau, sa Résurrection et son Ascension. Elle est sculptée entre 1498 et 1499.

## Historique
Ce groupe sculptural est une commande du cardinal français Jean Bilhères de Lagraulas, dit aussi Jean Villiers de la Groslaye, abbé de la basilique Saint-Denis, cardinal et ambassadeur de France auprès du pape Alexandre VI. Elle se fait par l'intermède du mécène et protecteur romain de Michel-Ange, le banquier Jacopo Galli. Le contrat date du 27 août 1498 et stipule une rétribution de 450 ducats d'or en monnaie pontificale. La sculpture est destinée à orner le monument funéraire en mémoire du roi défunt Charles VIII, mort le 7 avril 1498, dans la chapelle Santa Petronilla, dite « des rois de France » de l’ancienne basilique Saint-Pierre. Le sculpteur choisit de la réaliser en marbre de Carrare extrait de la carrière de Polvaccio qu'il sélectionne pour sa couleur crème évoquant la chair. Pour respecter l'échéance du contrat prévue en août 1499, Michel-Ange travaille quelque vingt heures par jour sur un seul bloc de marbre. Travaillant au ciseau et marteau à sculpture, il polit le marbre à la pierre ponce pendant des semaines afin qu'il brille dans la chapelle sombre. La sculpture devant être exposée de face, il laisse le dos inachevé. Elle est finalement achevée au printemps 1499.
Commandée par un homme du Nord, le sujet est en rapport avec les thèmes de dévotion français et allemands du Christ souffrant qui y était populaire depuis le Moyen Âge. Michel-Ange a pu voir la Pietà sculptée allemande qui était conservée dans la basilique San Petronio de Bologne en 1494-1495.
La Pietà est la seule œuvre signée par l'artiste (mention « MICHAEL A[N]GELUS BONAROTUS FLOREN[TINUS] FACIEBA[T] » située sur le bandeau de la Vierge).
Vasari s'exclame : « Comment main d'artisan a-t-elle pu si divinement accomplir, en si peu de temps, une œuvre aussi admirable ? Cela relève du miracle : qu'un rocher informe ait atteint une perfection telle que la nature ne la modèle que si rarement dans la chair ».

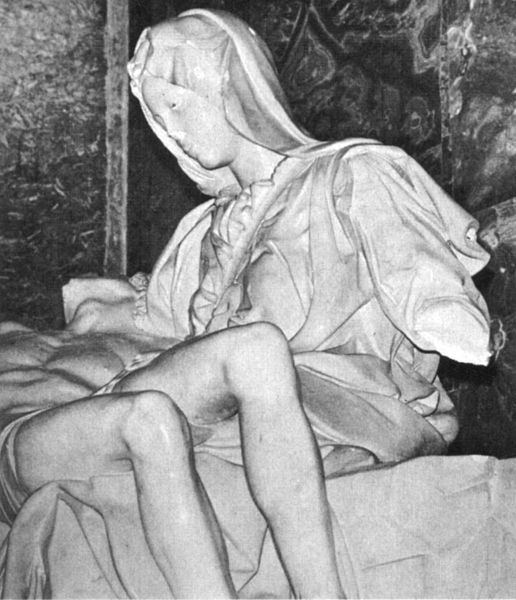
Détail de la statue mutilée en 1972.

Le 21 mai 1972, jour de la Pentecôte, un déséquilibré du nom de Laszlo Toth mutile la sculpture en la frappant de quinze coups de marteau, brisant notamment le nez de la Vierge et une partie du bras. L'œuvre d'art a depuis été restaurée. Elle est à présent protégée derrière une vitre blindée.

## Description
La composition pyramidale du groupe sculpté en ronde-bosse marque un contraste entre la Vierge et le Christ : le corps du Christ, très fluide et poli, est représenté en diagonale sur les genoux de sa mère avec la ligne de son corps, trois fois brisée, qui s'adapte au corps de sa mère. Contrairement à la Vierge droite dont le manteau contient de nombreux plis profonds et mouvementés.
Ce qui est frappant en regardant cette œuvre est l'âge de la Vierge particulièrement jeune. Contrairement à d'autres Pietà, comme celle dite de Villeneuve-lès-Avignon d'Enguerrand Quarton ou celle de Bronzino, Michel-Ange donne plus d'importance à la beauté de la Vierge qu'à sa douleur.
Ce mélange entre la beauté païenne et la religion est une caractéristique que l'on retrouve très fréquemment dans l'œuvre de Michel-Ange.
Le Christ quant à lui est représenté selon son âge et semble donc plus vieux que sa mère.
Michel-Ange s'en est expliqué à Ascanio Condivi : « Ne sais-tu pas que les femmes chastes se conservent beaucoup plus fraîches que celles qui ne le sont pas ? Combien plus par conséquent une vierge, dans laquelle jamais n'a pris place le moindre désir immodeste qui ait troublé son corps… »
Comparé à la Vierge, le corps du Christ apparaît un peu petit, donnant ici encore de l'importance à Marie. Le corps de Jésus forme un S qui s'équilibre avec le reste de la sculpture, notamment avec les riches drapés du vêtement de la Vierge. Le bras droit du Christ tombe naturellement. La Vierge semble y répondre par le geste paume ouverte de son bras gauche.
La position des deux mains de Marie est fondamentale pour la compréhension de l’œuvre. La main droite, crispée, mobilise toutes les forces de Marie pour retenir le corps de son fils. La main gauche, avec la paume ouverte, l’index tendu, le majeur ainsi que l’annulaire légèrement repliés, atteste la nature douce et charitable de la Vierge Marie, de son pardon (main tendue), mais aussi de son malheur (majeur et annulaire repliés).
C'est la sculpture de Michel-Ange la plus achevée : tout est détaillé et le poli donne un grand raffinement à la surface.

## Symboles
- La forme de la sculpture est triangulaire : le triangle est le symbole de la Sainte Trinité. Cette forme permet également de mettre en valeur le visage de la Vierge.
- Le visage du Christ n'exprime aucune souffrance, celui de la Vierge aucune tristesse : elle est recueillie et accepte la volonté divine.
- Le bras dans le vide du Christ est un signe d'abandon (la mort).
- Michel-Ange nous présente le corps mort de Jésus sans traits de sang, ni de douleur après le calvaire qu'il a vécu. Il nous le présente ici avec dignité.
- La jeunesse du visage de la vierge exprime ici l'éternité.
- Michel-Ange rajoute une dent surnuméraire entre les deux incisives centrales maxillaires du Christ[6]. Cette mésiodens, visible uniquement en zoomant sur une photographie prise au-dessus de la statue, est une anomalie qui touche environ 1 % à 2 % des individus. Surnommée « la dent du péché » — car cette 33e dent casse la symétrie, symbole de beauté classique —, elle est présente dans de nombreuses œuvres de la Renaissance représentant des démons ou des personnages liés au mal[7]. Selon Marco Bussagli, historien et professeur d’anatomie artistique à l’Académie des beaux-arts de Rome, elle a dans la Pietà une portée théologique en symbolisant le Christ qui, à sa mort, prend sur lui tous les péchés du monde[8].

Exemples de mésiodens dans d'autres œuvres d'art
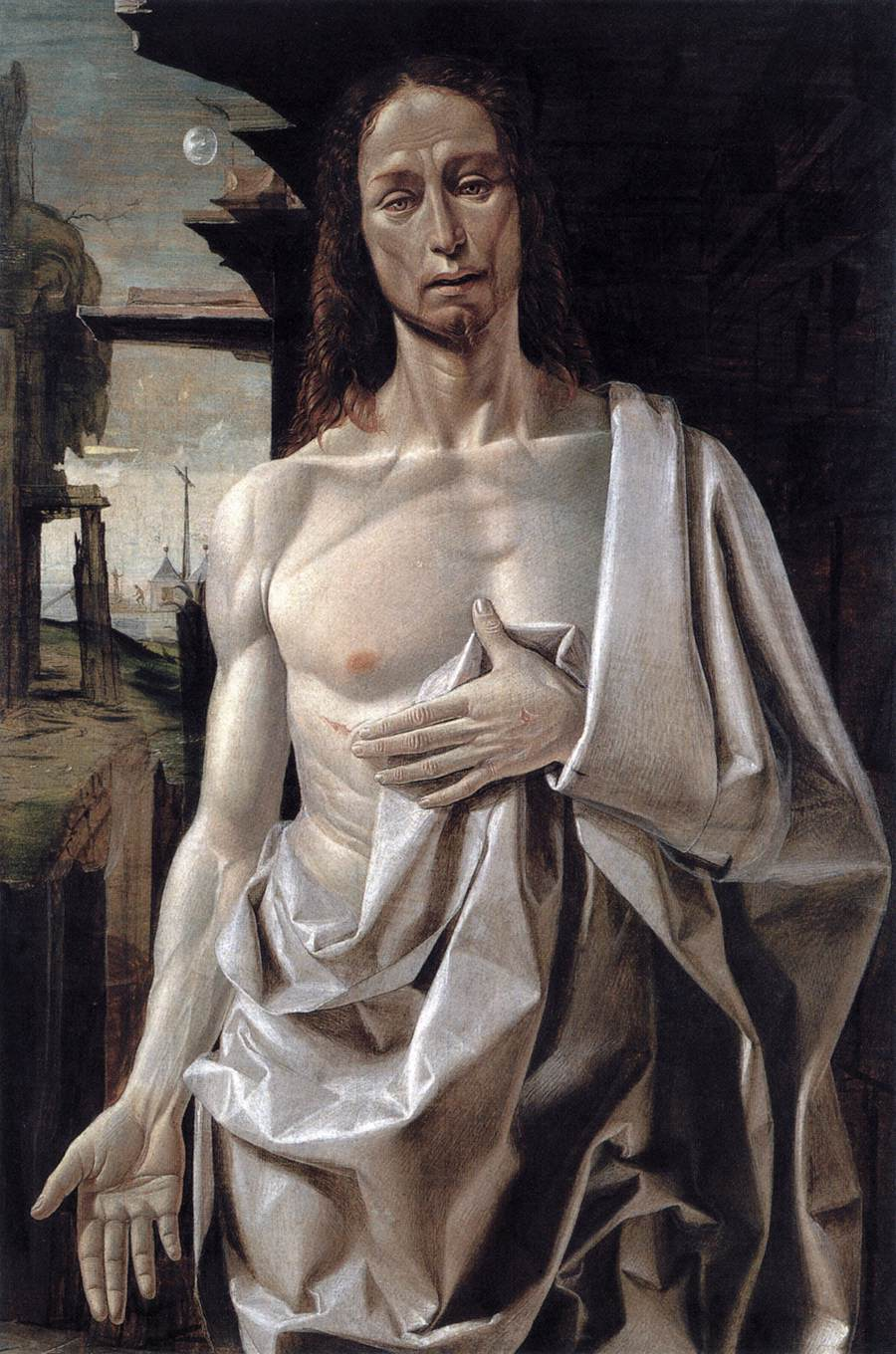
Bramantino, Christ ressuscité, vers 1490.
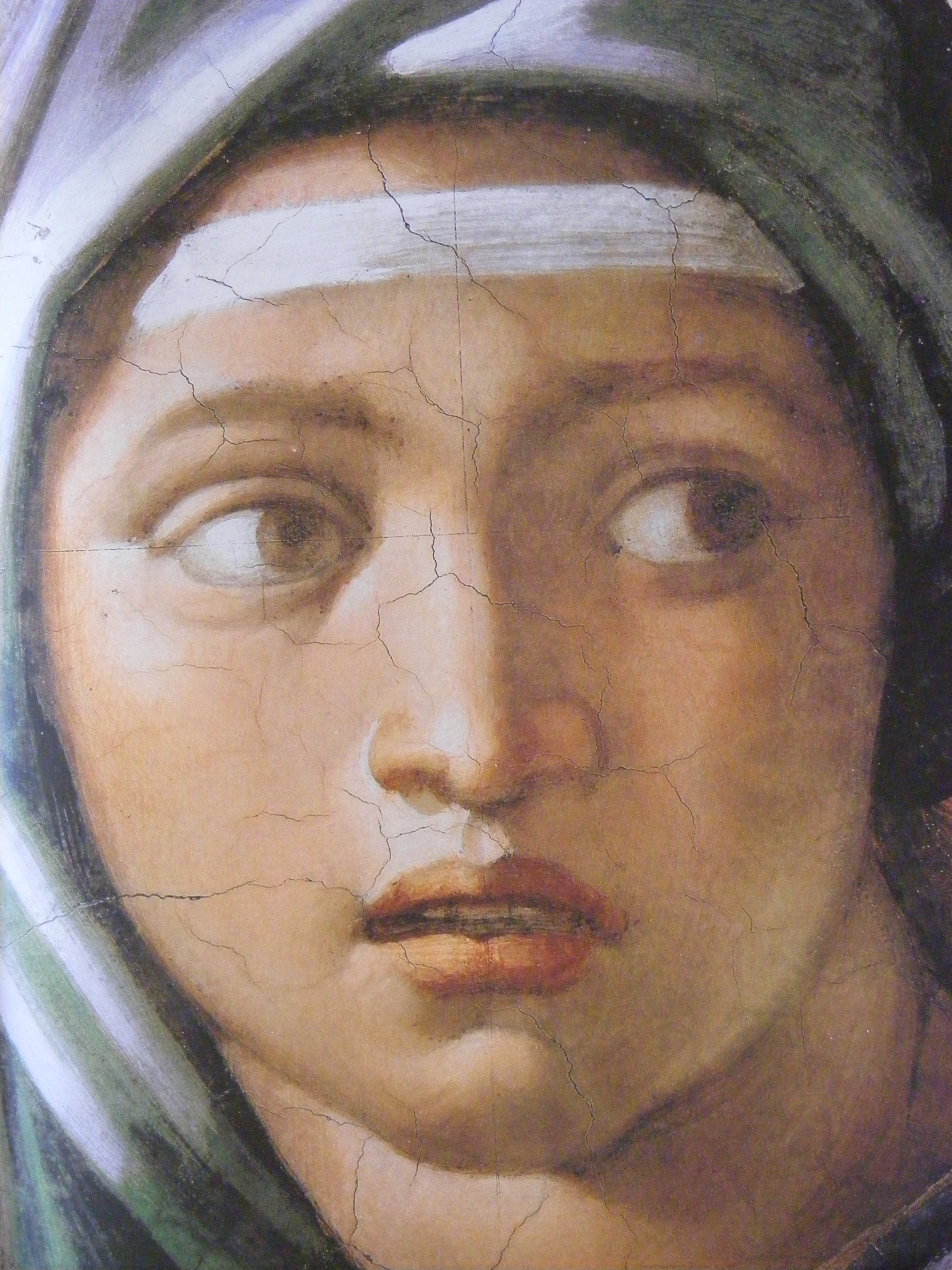
Michel-Ange, Sibylle de Delphes, entre 1508 et 1512, détail du plafond de la chapelle Sixtine.
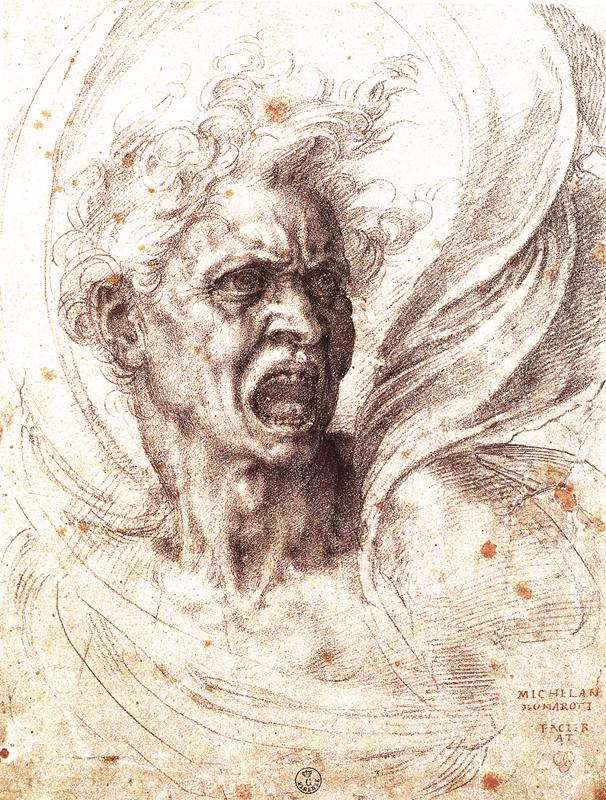
Michel-Ange, L'Âme damnée, vers 1525.

## Analyse
La Pietà est la solution au problème rencontré par les artistes de la Première Renaissance pour placer le corps d'un homme adulte sur les genoux d'une femme. C'est aussi l'expression inégalée du consentement résigné à la souffrance, de l'acceptation de la volonté divine dans le sacrifice, de Dieu se livrant aux hommes pour subir le martyre. 
Les leçons tirées du drapé de Jacopo della Quercia dans le grand portail sculpté à San Petronio de Bologne et du groupement des figures en une relation expressive à la Vinci, sont associées à la compréhension du besoin d'un vêtement intemporel et d'une beauté idéale exprimant le divin et l'humain, forme artistique qui deviendra l'équivalent des limbes entre la Crucifixion et la Résurrection. Les têtes, un peu minces, sont d'un dessin et d'une sensibilité admirables : narines menues et ouvertes, lèvres nettes, paupières inférieures marquées. Elles contrastent avec le modelé puissant des mains, la sensation du poids du Christ mort lourdement affaissé entre les genoux de sa mère, le mouvement suspendu des jambes pendantes. Michel-Ange plie et tord le Christ mort en un contrapposto mesuré qui adoucit la rigidité sans atténuer le pathétique.

### Singularités
- La taille des personnages : debout, la Vierge serait beaucoup plus grande que le Christ (imperfection ou traduction symbolique, ou même construction perspective, le groupe étant vu d'en bas).
- Les genoux de la Vierge sont désaxés, ce qui forme un socle pour le Christ.
- L'âge des personnages : les deux personnages sont très jeunes, alors que la Vierge devrait logiquement être plus âgée. Mais ceci est volontaire : Michel-Ange avait dit : « La mère devait être jeune, plus jeune que son fils pour paraître éternellement vierge, tandis que son fils, qui a pris notre nature humaine, doit être, dans le dépouillement de la mort, un homme comme les autres ».

## Répliques modernes
Des copies de cette œuvre sont conservées :
- dans la basilique Sainte-Anne-de-Beaupré au Québec (Canada)[9] ;
- dans l'église Sainte-Ségolène de Metz (France) ;
- dans la basilique Notre-Dame-de-la-Paix à Yamoussoukro (Côte d'Ivoire) ;
- dans l'église Saint-François de Sales à Chêne-Bourg (canton de Genève, Suisse).